# 束伞亚菊
束伞亚菊（学名：Ajania parviflora）为菊科亚菊属的植物。其种加词“parviflora”意为“小花的”。中国特有植物。分布在中国大陆的河北、山西等地，生长于海拔1,400米的地区，见于低山地区和丘陵地区，目前尚未由人工引种栽培。

## 别名
小花亚菊（中国高等植物图鉴）